# 超ミクロ世界への挑戦
『超ミクロ世界への挑戦 -- 生物を80万倍で見る--』は鳥取大学の医学部の教授を務めた解剖学者、田中敬一の新書である。1990年の講談社出版文化賞の科学出版賞を受賞した。

## 概要
生物の組織を走査型電子顕微鏡で見ることは光学顕微鏡よりも高分解能で、また像が立体的に見えることから組織の微細構造を観察するのに有効な手段である。しかしながら、多くの生物組織は水分を多量に含んでいることから、真空中で撮像する電子顕微鏡では水分が蒸発し組織は干からびて縮んで微細構造は壊れてしまう。この書籍では比較的研究予算の少ない環境で、生物の微細構造の写真をとる苦心談と成果がつづられている。
1966年に日本で最初に走査電顕が発売されると当時、眼の水晶体の研究をしていた筆者は、比較的水分の少ない水晶体にグリセリンを浸透させておくという工夫で日本で初めての生物標本の走査電顕の応用例となる写真の撮影に成功し、走査電顕の応用を研究分野に選ぶことになる。生物試料の乾燥法として、水分をアセトンに置換し、ゆっくりと乾燥させる方法から始まり、液体2酸化炭素を臨界点にして、気液界面を消失させて乾燥させるT・F・アンダーソンの発明した臨界点乾燥法のための設備を小企業の職工長らと自作する経緯が書かれる。1971年に日立の電子顕微鏡を大学が購入し、筆者の研究は細胞内構造を撮像するのに向かう。低温での凍結固化は水の結晶のために細胞は破壊されるので、固化するときに結晶とならず、割った後、取り去ることのできる液体を探して水飴などさまざまなドロドロしたものを試した結果、エポキシ接着剤を使った樹脂冷凍割断法を開発する。1970年代の初めには、さらに高倍率を得るために、電子流を細く絞れる電界放射型の電子銃を使った走査電顕の開発の応用で倍率の限界を1万倍から8万倍へと高めた。細胞の内部構造の膜構造の撮像のために、細胞質を除去するための手法としてイオン・エッチング法から、ジメチルスルフォキサイドを使って凍結割断した後、希薄な鉱酸液（オスミウム液）で細胞質を除去する手法を開発しミトコンドリアやゴルジ装置の剖出に成功する（O-D-O法と名づけられた）。本書ではこれらの技法で撮像された細胞内部の組織写真が多数、掲載され、その働きが解説される。1980年代のはじめに走査電顕で15万倍の写真がとれるようになった。1981年に特別推進研究費制度を用いて、超高解像度走査電顕の予算を申請するが却下されるが1932年に予算を獲得し日立製作所の協力を得て高解像度の走査電顕の開発を企画する。超高解像度走査電顕が完成すると、より微細な粒子を蒸着するスパッタ装置を開発し、エイズウイルスの写真を撮って、マスコミに取り上げられたりするエピソードが紹介される。

## 書誌情報
- 『超ミクロ世界への挑戦』 ISBN 4004300967（岩波新書、1989年11月）